# Fertrève
Fertrève település Franciaországban, Nièvre megyében. Lakosainak száma 92 fő (2022. január 1.). Fertrève Tintury, Anlezy, Frasnay-Reugny, Biches, Montigny-sur-Canne, Diennes-Aubigny és Ville-Langy községekkel határos.

## Népesség
A település népességének változása:
| Lakosok száma | 133  | 113  | 106  | 101  | 100  | 98   | 96   | 94   | 92   |
|               | 2013 | 2015 | 2016 | 2017 | 2018 | 2019 | 2020 | 2021 | 2022 |